# António Fonseca
António Manuel Tavares Fonseca (ur. 30 stycznia 1965 w Lizbonie) – portugalski piłkarz występujący na pozycji obrońcy oraz trener.
W barwach Benfiki, Vitórii SC oraz Estreli Amadora rozegrał łącznie 199 spotkań i zdobył dwie bramki w lidze portugalskiej. Wraz z Benfiką wywalczył mistrzostwo Portugalii (1989), a także dwa wicemistrzostwa Portugalii (1988, 1990). Osiągnął też z nią finał Pucharu Portugalii w 1989.
W reprezentacji Portugalii zadebiutował 29 marca 1989 w wygranym 6:0 towarzyskim meczu z Angolą. W latach 1989–1980 w drużynie narodowej wystąpił cztery razy.
W 2013 był tymczasowym selekcjonerem reprezentacji Kanady i poprowadził ją w dwóch meczach.